# Saxilby
Saxilby är en ort i Storbritannien.   Den ligger i grevskapet Lincolnshire och riksdelen England, i den sydöstra delen av landet, 200 km norr om huvudstaden London. Saxilby ligger 10 meter över havet och antalet invånare är 3 742.
Terrängen runt Saxilby är platt. Runt Saxilby är det ganska tätbefolkat, med 104 invånare per kvadratkilometer. Närmaste större samhälle är Lincoln, 9,4 km sydost om Saxilby. Trakten runt Saxilby består till största delen av jordbruksmark.